# 로셸 흄즈
로셸 흄즈(Rochelle Humes, 1989년 3월 21일 ~ )는 잉글랜드의 가수, 배우, 사회자이다.